# Коелогон
Коелогон (фр. Coëtlogon) насеље је и општина у северозападној Француској у региону Бретања, у департману Приморје која припада префектури Сен Бријек.
По подацима из 2011. године у општини је живело 237 становника, а густина насељености је износила 14,5 становника/km². Општина се простире на површини од 16,35 km². Налази се на средњој надморској висини од 176 метара (максималној 182 m, а минималној 77 m).

## Демографија
| 1962. | 1968. | 1975. | 1982. | 1990. | 1999. | 2011. |
| ----- | ----- | ----- | ----- | ----- | ----- | ----- |
| 394   | 430   | 383   | 315   | 261   | 249   | 237   |

График промене броја становника у току последњих година